# أوتو برزيوارا
أوتو برزيوارا (بالألمانية: Otto Przywara-Kutz)‏ (20 سبتمبر 1914 – 2001) هو سبّاح ألماني راحل، مثّل بلاده في الألعاب الأولمبية الصيفية 1936.

## روابط خارجية
أوتو برزيوارا على موقع الاتحاد الدولي للسباحة (الإنجليزية)
- أوتو برزيوارا على موقع أوليمبيديا (الإنجليزية)